# 葛西晴重
葛西 晴重（かさい はるしげ）は、戦国時代の大名。陸奥葛西氏第14代当主。子に守信（もりのぶ）、晴胤。養子に晴清（伊達稙宗の七男）。

## 略歴
文明元年（1469年）、第13代当主・葛西政信の三男として生まれる。永正3年（1506年）の父の死去により家督を継いで当主となる。慣例により、室町幕府第12代将軍・足利義晴より偏諱の授与を受けて晴重と名乗る。
天文2年（1534年）12月21日、死去。享年65。一説に享禄4年（1531年）に死去したとも。長男の守信や養子の牛猿丸（晴清）が早世していたため、家督は三男の晴胤が継いだ。また、一説によれば養子の牛猿丸とは晴胤のことであり、晴重が養子として迎えたものとされている。